# Otjinene (Wahlkreis)
Otjinene ist ein Wahlkreis in der Region Omaheke im zentralen Osten Namibias. Verwaltungssitz ist das gleichnamige Dorf Otjinene. Der Kreis umfasst eine Fläche von 6420 Quadratkilometer und hat knapp 12.500 Einwohner (Stand 2023).
Der Wahlkreis ist landwirtschaftlich geprägt.

## Wahlen
| Wahl | Name               | Partei | Stimmenanteil |
| ---- | ------------------ | ------ | ------------- |
| 1992 |                    |        |               |
| 1998 | Arch Katjatenja    | DTA    | 54,4 %        |
| 2004 | Esegiël Toromba    | NUDO   | 52,5 %        |
| 2010 | Adolphus Kangootui | NUDO   | 50,5 %        |
| 2015 | Erwin Katjizeu     | NUDO   | 53,9 %        |
| 2020 | Erwin Katjizeu     | NUDO   | 61,3 %        |